# Pseudoleon superbus
Pseudoleon superbus es una especie de libélula de la familia Libellulidae, nativa de América. Es el único miembro del género Pseudoleon.

## Hábitat y distribución
P. superbus se distribuye en el sur de Estados Unidos, principalmente en las tierras altas, pasando por México hasta Costa Rica. Se encuentra principalmente en ríos rocosos y arroyos con corrientes bajas o moderadas, usualmente en lo abierto pero también en algunos arroyos estrechos dentro de cinturones riparios. Igualmente en estanques adyacentes a dichos arroyos.

## Descripción e identificación de la especie
Esta es una especie de odonato perteneciente al género Pseudoleon, conocidos en inglés como Filigree skimmer, pero sin nombre común al menos en México. Es una especie de tamaño medio en ambientes de ríos rocosos con alas excepcionalmente ornamentadas, más llamativos en organismos maduros. Los machos presentan ojos café oscuros, cara negra con el tórax y abdomen negros con patrones ligeramente resaltados por líneas finas. El ala anterior es de coloración negra hasta el nodo, excepto por una mancha clara en la punta del ala. También presenta una raya negra en la base y otras marcas negras dispersas en la parte más basal. El ala posterior es igual negra con una mancha negra con estigmas color cafés. Alguno individuos con un poco menos de negro. A diferencia de los individuos más maduros, los juveniles poseen una coloración de la cabeza y cuerpo igual a la de las hembras, sus alas con áreas oscuras como los machos maduros, pero tendiendo los patrones en las alas tienen a tener una coloración más café.
Las hembras presentas ojos con un patrón de barras blanco con café. La cara de las hembras presenta líneas cruzadas de la misma coloración que los ojos. El tórax es casi todo café con manchas negras y líneas finas blancuzcas y marrones claras, dispersas a lo largo de todo el tórax. El abdomen café con un patrón-V complejo con manchas alternadas negras y finas líneas onduladas en cada segmento, más marcados en los segmentos del 2 al 7. Las alas presentan bandas oscuras pasando el nodo y con extensas áreas del ala punteadas, con puntos oscuros por todo el resto del ala, especialmente en el posterior de la base del ala posterior. Los estigmas que presenta son por lo menos la mitad bancos

## Comportamiento
A pesar de ser una especie relativamente común y llamativa, se conoce muy poco sobre su comportamiento. Quizás una razón es que es un animal nervioso que permite poco acercarse, e incluso no es fácil de capturar. Aun así, es un animal hermoso. 
Esta especie presenta lugares de percha muy variados, desde las rocas hasta ramas de plantas cercanas a los ríos. Existe un comportamiento de esta especie al momento de percharse, dependiendo de la temperatura del lugar. Cuando el lugar no es tan caluroso, las alas a de P. superbus se posan sobre la superficie del lugar, mientras que en días más calurosos la posición tanto de las alas como del abdomen apunta hacia arriba. Esta conducta puede estar asociada con la termorregulación del animal, donde en momentos muy calurosos, la posición adoptada es para exponer una menor área del cuerpo a los rayos solares y evitar el sobrecalentamiento. Esto, sin embargo, aún tiene que corroborarse.
Para la copula, los machos persiguen a las hembras de manera intensa. La cópula tiene una duración de 5 a 30 segundos y se realiza en vuelo. Ante tal duración y en vuelo, las conductas asociadas a los procesos que ocurren durante la cópula (remoción de esperma rival y transferencia de esperma por el macho), quizás no sean tan eficientes. Las hembras ovipositan en solitario siendo vigiladas por el macho. La oviposición se da después de haber reconocido el lugar tocando repetidamente el agua con el ovipositor, prefiriendo finalmente tapetes algales o detritos.
Ambos sexos prefieren lugares de descanso en la tierra lejos del agua, usualmente en veredas y en sustratos de color claro. Su apariencia les da un camuflaje muy similar a los suelos.